# Nicolas Maulini
Pas d'image ? Cliquez ici
Nicolas Maulini (né le 5 janvier 1981) à Genève en Suisse est une pilote de course automobile suisse. Il a participé à des compétitions telles que la Formule Renault 2.0, l'International Formula Master, l'Eurocup Mégane Trophy, le Championnat VdeV, le Michelin Le Mans Cup et l'European Le Mans Series. Il a remporté le championnat Renault Speed Trophy F2000 en 2004.

## Carrière
En 2018, Nicolas Maulini s'était engagé avec l'écurie française DB Autosport, avec lequel il avait déjà couru précédemment dans le Championnat VdeV, en Michelin Le Mans Cup avec comme coéquipier le pilote français Jean-Ludovic Foubert. Il pilotait une Norma M30 et participa à l'intégralité du championnat. Durant cette première saison dans ce championnat, il a ainsi marqué 6 points pour finir à la 25e position du championnat pilote.
En 2019, Nicolas Maulini ne participa qu'une une seule course, les 25 Heures VW Fun Cup sur le circuit de Spa-Francorchamps.
En 2020, Nicolas Maulini s'était de nouveau engagé en Michelin Le Mans Cup mais cette année-là avec l'écurie suisse Cool Racing. Il avait comme coéquipier le pilote français Edouard Cauhaupé et a piloté une Ligier JS P320. Par rapport à sa première saison dans ce championnat, il avait énormément progressé car sur les 6 courses auxquelles il avait participé, il était monté 3 fois sur le podium dont 1 victoire lors du week end des 4 Heures de Spa-Francorchamps. il a ainsi marqué 89 points pour finir à la 3e position du championnat pilote. Durant cette saison, il a également participé aux 3 dernières manches du championnat European Le Mans Series dans la catégorie LMP3 au sein de l'écurie américano-italienne EuroInternational. Cette première expérience s'était soldée par une belle seconde place lors des 4 Heures de Monza. Il a ainsi marqué 32 points pour finir à la 12e position du championnat pilote.
En 2021, Nicolas Maulini s'est de nouveau engagé en European Le Mans Series avec l'écurie suisse Cool Racing qui passe, dans cette catégorie, du Michelin Le Mans Cup à l'European Le Mans Series.

## Palmarès

### Résultats auxEuropean Le Mans Series
| Année | Ecurie            | Châssis        | Moteur                    | Classe | 1   | 2   | 3     | 4     | 5     | 6   | Position | Points |
| ----- | ----------------- | -------------- | ------------------------- | ------ | --- | --- | ----- | ----- | ----- | --- | -------- | ------ |
| 2020  | EuroInternational | Ligier JS P320 | Nissan VK56 5,6 l V8 Atmo | LMP3   | LEC | SPA | LEC 7 | MON 2 | POR 6 |     | 12e      | 32     |
| 2021  | Cool Racing       | Ligier JS P320 | Nissan VK56 5,6 l V8 Atmo | LMP3   | BAR | RBR | CAS   | MON   | SPA   | POR |          |        |